# Mariano Rodríguez Vázquez
Mariano Rodríguez Vázquez (Hostafrancs, España; 1909-La Ferté-sous-Jouarre, Francia; 18 de junio de 1939) fue un anarcosindicalista español, conocido popularmente como «Marianet» y que firmaba como Mariano R. Vázquez. Durante el transcurso de la guerra civil española llegó a ser secretario nacional de la Confederación Nacional del Trabajo (CNT).

## Biografía
Huérfano de madre a los nueve años, su padre lo entregó a la Escuela de Reforma Asilo Durán, con un hermano, de la que se escapó por los malos tratos sufridos. Sobrevivió en la calle con pequeños hurtos y mendigando. Era de etnia gitana, y conoció las ideas anarquistas al coincidir en prisión, en la que estaba por hurtos, con militantes libertarios, quedando profundamente convencido por las ideas ácratas que le llevaron a un cambio radical de vida, abandonando la delincuencia, para pasar a participar en las organizaciones libertarias. Siendo albañil, se afilió a la Confederación Regional del Trabajo de Cataluña (CRTC), federada con la CNT.
Fue secretario de la CRTC entre noviembre de 1936 y junio de 1939. Tras la dimisión de Horacio Martínez Prieto también asumió el cargo de secretario nacional de la CNT. Desempeñó un papel decisivo en el devenir anarcosindicalista y la vida política y social durante el transcurso de la guerra civil española. Avanzada la contienda, Rodríguez Vázquez abogó por la colaboración activa con el gobierno republicano de Juan Negrín, lo que le valdría acusaciones de traición y revisionismo por parte de algunos sectores cenetistas.
Hacia el final de la guerra, ante el avance franquista, hubo de abandonar España y se exilió en Francia. Rodríguez Vázquez se instaló en París, desde donde intentó organizar la CNT en el exilio. También participaría en la creación del Servicio de Evacuación de Refugiados Españoles (SERE) junto a otros políticos del arco político republicano. El 8 de febrero de 1939 participó junto a otros dirigentes anarquistas en una reunión celebrada en la capital francesa, a la que asistió como jefe del Comité Nacional de la CNT y propuso una resistencia prolongada de la República, para según él «hacerse temer». Murió ahogado, en el río Marne, en La Ferté-sous-Jouarre, el 18 de junio de 1939.